# Gustav von Rohden
Gustav von Rohden (Barmen, 22 aprile 1855 – Ballenstedt, 9 maggio 1942) è stato un teologo tedesco.

## Biografia

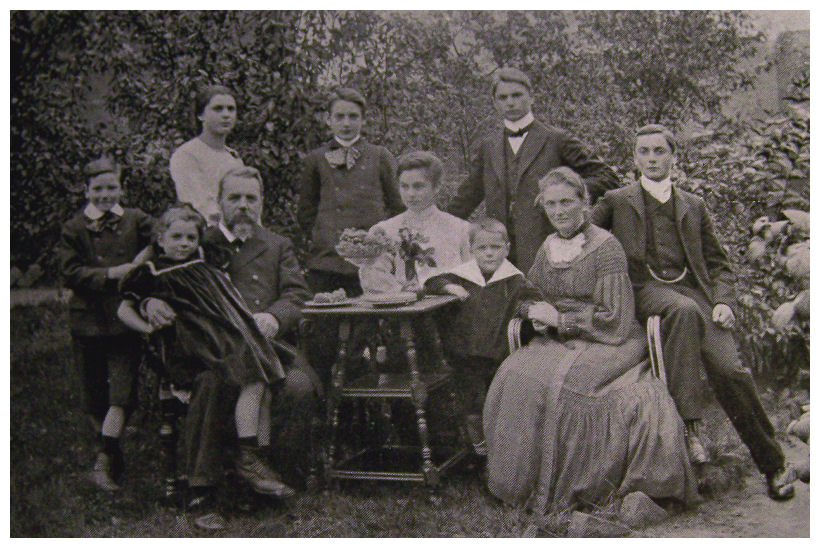
La famiglia di Gustav von Rohden nel 1906

Dal 1882 fu parroco a Helsingfors, in Finlandia. Dopo il suo ritorno in Germania, lavorò come cappellano carcerario a Dortmund (dal 1895). A partire dal 1908  ricoprì la carica di Konsistorialrat a Berlino, e nel 1912  diventò un pastore nella città di Spören, vicino a Bitterfeld. Dal 1919 al 1923 fu direttore della Frauenschule der Inneren Mission (Scuola femminile della missione interna) a Berlino.
Era il figlio del teologo Ludwig von Rohden (1815-1889) e il fratello dell'archeologo Hermann von Rohden (1852-1916) e lo storico Paul von Rohden (1862-1939)..

## Opere principali
- Darstellung und Beurteilung der Pädagogik (1884).
- Geschichte der Rheinisch-Westfälischen Gefängnis-Gesellschaft: Festschrift zum 75jährigen Bestehen der Gesellschaft (1901).
- Probleme der Gefangenenseelsorge und Entlassenenfürsorge (1908).
- Sexualethik (1918).
- Ehe und freie Liebe: Ein Wort zur Individualismus in der Frauenfrage (1919).
- Jesus und der Sozialismus (1920).
- Die neue Ethik und der Krieg (1920).
- Hundert Jahre Geschichte der Rheinisch-Westfälischen Gefängnis-Gesellschaft 1826-1926 (1926).[3]